# Ben Tameifuna
Benjamin Vainga Charles Tameifuna (* 30. srpna 1991, Auckland) je ragbista hrající jako pravý pilíř za francouzský klub Bordeaux Bégles a reprezentaci Tongy. 
Se svým současným týmem vyhrál v sezóně 2024/25 Evropský pohár mistrů. S klubem Racing 92 vyhrál v roce 2016 francouzskou ligu. S klubem Chiefs vyhrál v letech 2012 a 2013 Super Rugby.
V roce 2011 se stal mistrem světa do 20 let jako člen novozélandské reprezentace. První zápas za Tongu si připsal v červnu 2017 proti Walesu. Zúčastnil se MS 2019 a MS 2023. Na svém druhém MS byl vybrán do nejlepší sestavy turnaje. Na obou šampionátech měl ze všech hráčů největší hmotnost.